# EDtv
EDtv es una comedia del año 1999, dirigida por Ron Howard y protagonizada por Matthew McConaughey, Jenna Elfman y Woody Harrelson.

## Argumento
Un canal de televisión especializado en reality shows decide crear un programa en donde transmitan durante las 24 horas la vida de una persona ordinaria. Para esto eligen a Ed Pekurny, empleado de una tienda de video, y así nace "EDtv". El programa se convierte en un éxito absoluto pero luego de unas semanas la vida de su protagonista comienza a complicarse cuando se enamora de Sheri, la novia de su hermano Ray. Este, por despecho, escribe un libro en contra de Ed y el verdadero pasado de sus padres sale a la luz. Luego, la constante presencia de las cámaras entorpece su relación con Sheri. Para colmo, cuando Ed decide terminar con el programa, el dueño del canal no se lo permite ya que su contrato es irrompible.

## Reparto
- Matthew McConaughey como Ed 'Eddie' Pekurny.
- Jenna Elfman como Shari.
- Woody Harrelson como Ray Pekurny.
- Sally Kirkland como Jeanette.
- Martin Landau como Al.
- Ellen DeGeneres como Cynthia Topping.
- Rob Reiner como Mr. Whitaker.
- Dennis Hopper como Henry 'Hank' Pekurny.
- Elizabeth Hurley como Jill.
- Adam Goldberg como John.
- Viveka Davis como Marcia.
- Clint Howard como Ken.
- Geoffrey Blake como Keith.
- Ian Gomez como McIlvaine.

## Premios y nominaciones
| Año  | Premio            | Categoría               | Persona                              | Resultado |
| ---- | ----------------- | ----------------------- | ------------------------------------ | --------- |
| 1999 | Teen Choice Award | Escena de amor más sexy | Elizabeth Hurley Matthew McConaughey | Nominada  |